# 威廉·哈姆林-哈里斯
威廉·哈姆林-哈里斯（英語：William Hamlyn-Harris，1978年1月14日—），澳大利亚男子田径运动员。他曾代表澳大利亚参加2002年和2006年英联邦运动会田径比赛，其中2006年英联邦运动会获得一枚银牌。